# Sing for You (canção)
"Sing for You" é uma canção do grupo masculino sino-coreano EXO contida em seu quarto extended play Sing for You. Ela foi lançada em 10 de dezembro de 2015 em duas versões linguísticas, coreana e mandarim, pela S.M. Entertainment.

## Antecedentes e lançamento
Produzido por Kenzie, "Sing for You" é descrito como uma balada silenciosa e acústica em que um garoto explica a sua namorada como ele se sente mal, então ele escolhe expressar seus sentimentos ao cantar. Um video teaser da música foi publicado em 8 de dezembro.

## Vídeo musical
Os vídeos de música em coreano e mandarim de "Sing for You" foram publicados em 10 de dezembro de 2015. O video musical, que é gravado em um ambiente dramático em preto e branco, começa bastante inocente com o grupo sair juntos e ter um ótimo momento, mas os eventos tomam uma volta conflitante e que arruína o relacionamento dos membros.

## Promoção
EXO começou a tocar "Sing for You" junto com "Unfair" em vários programas musicais sul-coreanos de 12 a 18 de dezembro, respectivamente.

## Recepção
"Sing for You" foi classificado no terceiro lugar no Gaon Digital Chart e conseguiu a "triple crown" no Music Bank de KBS.

## Desempenho nas paradas musicais

### Gráficos semanais
| Parada (2015)    | Melhor posição |
| ---------------- | -------------- |
| Gaon Music Chart | 3              |
| China V Chart    | 4              |

### Gráficos mensais
| Parada (2015)      | Melhor posição |
| ------------------ | -------------- |
| Gaon Digital Chart | 10             |

## Vendas
| Região        | Vendas  |
| ------------- | ------- |
| Coreia do Sul | 710,424 |